# Иллюзия греха
«Иллю́зия греха́» — детективный полицейский роман Александры Марининой, изданный в 1996 году.

## История создания
Фабула романа основана на реальных событиях: писательница прочитала  заметку в «Московском комсомольце» в рубрике «Срочно в номер».

## Сюжет
Анастасия Каменская расследует убийство пожилой женщины Екатерины Венедиктовны Анисковец. Мотив преступления не прослеживается, поэтому следователям приходится разматывать жизнь Анисковец на несколько лет назад. Выясняется, что убитая была знакома с некой Галиной Терёхиной, печально прославившейся шесть лет назад тем, что выбросила из окна своих детей и выбросилась сама. Все выжили, но остались инвалидами. Вскоре вокруг семьи Терёхиных происходит череда убийств, а одну из дочерей Галины похищают. Поиск ответа на вопрос, кто и зачем похитил 17-летнюю девушку-инвалида, открывает страшную правду.
«Доктор Волохов обольщает женщин, чтобы они рожали ему детей. Дети же между тем получаются не простые. Для того чтобы наделить их сверхинтеллектом или сверхвыносливостью, Волохов волхвует над ними ещё в утробе: подвергает матерей особому облучению. Случайно подглядев, как суженый перекувыркивается через пень, одна из его зазноб пытается с горя самоубиться вместе с детьми — как выяснилось, наполовину волоховским отродьем.»

## Отзывы и критика
Профессор славистики Кильского университета Аннелоре Энгель указывала на связь романа «Иллюзия греха» с общественными дискуссиями постсоветского времени. Она провела параллель между ним и романами Достоевского, отмечая более глубокую, чем у рядового детектива, подоплеку поисков виновного.
Дмитрий Быков, сравнивая творчество Бориса Акунина и Александры Марининой, назвал книги последней «чтивом», но отметил её «изобретательность по части плетения фабул» и добавил:
Некоторые марининские романы — например, «Иллюзия греха» — вполне могли бы стать настоящей литературой, случись автору чуть получше их написать…
Лингвист Мария Завьялова, рассматривая гендерные тенденции в женской литературе, приводит «Иллюзию греха» как пример стихийного феминизма. Завьялова отмечает специфическое отношение Марининой к справедливости в виде преобладания «закона жизни» над патриархальным законом, когда автор строит сюжет с позиции «богини-матери», и смерть настигает отца, экспериментировавшего над своими жёнами и детьми, невзирая на его формальную невиновность:
Русская литература всегда была чувствительна к вопросам преступления и наказания, но здесь они отброшены в первоначальную стихию добра и зла.
Лингвист Э. Н. Герасименко рассматривает метафорический характер названия романа «Иллюзия греха» как стилистическое средство, помогающее автору создать интригу и привлечь внимание читателя к книге. По её мнению, название такого рода кроме рекламной исполняет также эмоционально-апеллятивную функцию в установлении контакта автора с читателем.

## Экранизация
Роман «Иллюзия греха» был экранизирован режиссёром Юрием Морозом в третьей части телесериала «Каменская»

## Популярность
Спустя почти 10 лет после выхода роман остаётся популярным: по опросам жителей Барнаула книга заняла 7 место среди «старшего поколения барнаульцев»